# 龜洞
龜洞，是臺灣臺南市關廟區的一個傳統地域名稱，位於該區東南端。相較於今日行政區，其範圍大致與龜洞里相近。

## 歷史
台灣日治初期，龜洞地區為一（舊制）街庄，稱為「龜洞庄」，隸屬於崇德西里。該庄西北與布袋尾庄為鄰，東北與深坑仔庄、中坑仔庄為鄰，東南邊隔二層行溪（今二仁溪）支流與狗氳氤庄為界，西南邊隔二層行溪與阿嗹庄為界。
1901年（日治明治三十四年）11月，全台設置二十廳，該庄隸屬於臺南廳。1903年（明治三十六年）6月，該庄編入「崇德區」，隸屬於臺南廳。1909年（明治四十二年）10月，合併二十廳為十二廳，崇德區仍隸屬於臺南廳。1920年（大正九年），廢十二廳改設五州二廳，該庄改制為「龜洞」大字，隸屬於臺南州新豐郡關廟庄（新制街庄）。
戰後關廟庄改制為關廟鄉，隸屬於臺南縣，大字亦改制為村。1950年雲、嘉、南分治，關廟鄉仍隸屬於臺南縣。2010年12月25日，因臺南縣市合併為直轄市臺南市，關廟鄉改制為關廟區，村亦改制為里。

## 聚落
本地區發展較早的聚落為刣牛窩、龜洞、田中央、灣崎等，在日治期初期的官方地圖上已有記載。此外，本地區尚有沓溪聚落。

## 交通
國道3號又稱「福爾摩沙高速公路」，是貫穿臺灣西部的兩條縱向高速公路之一，始於基隆市安樂區大武崙，終於屏東縣林邊鄉大鵬灣，經過本地區中部略偏東北地帶。最近的交流道在北側為省道台86線交會處並與台19甲線交會處整合運作的關廟交流道；在南側為省道台28線交會處的田寮交流道；由此等可快速前往國道3號沿線各地。
省道台19甲線是鹽水區鹽水至梓官區赤崁的幹道，經過本地區龜洞、刣牛窩等聚落。由該道路北行可前往關廟區關廟市區、新化區、新市區、善化區等地，南行可前往阿蓮區、岡山區、梓官區等地。
區道南163線是中坑子至龜洞的道路。
區道南352線是十三甲至龜洞的道路。

## 學校
- 崇和國小

## 公務機構
- 南雄派出所